# Córrego Faria
Der Córrego Faria ist ein etwa 19 km langer rechter Nebenfluss des Rio Piquiri im Westen des brasilianischen Bundesstaats Paraná.

## Etymologie
Faria ist ein portugiesischer Familienname. Córrego Faria heißt somit wörtlich Fariabach. 

## Geografie

### Lage
Das Einzugsgebiet des Córrego Faria befindet sich auf dem Terceiro Planalto Paranaense (Dritte oder Guarapuava-Hochebene von Paraná).

### Verlauf
Sein Quellgebiet liegt im Munizip Goioerê auf 456 m Meereshöhe etwa 9 km westlich der Stadtmitte.
Der Fluss verläuft in westlicher Richtung bis zu seiner Mündung quer durch das westliche Munizipgebiet. Er mündet auf 280 m Höhe von rechts in den Rio Piquiri. Er ist etwa 19 km lang.

### Munizipien im Einzugsgebiet
Der Córrego Faria fließt vollständig innerhalb des Munizips Goioerê.